# Melilla
Melilla este un oraș și o comunitate autonomă a Spaniei, aflată în Africa. Este de fapt o exclavă în coasta marocană a Africii (ca și exclava Ceuta).

## Galerie de imagini

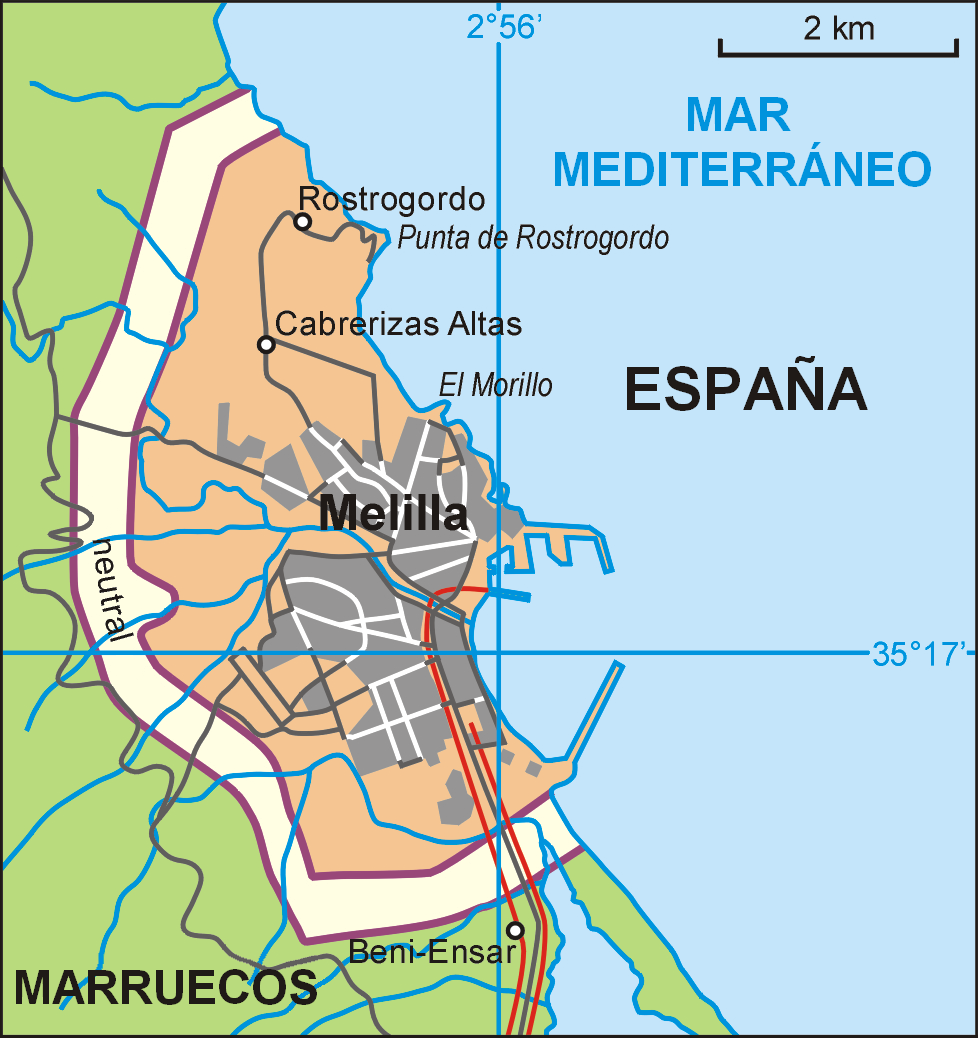
Oraşul Melilla şi împrejurimile sale
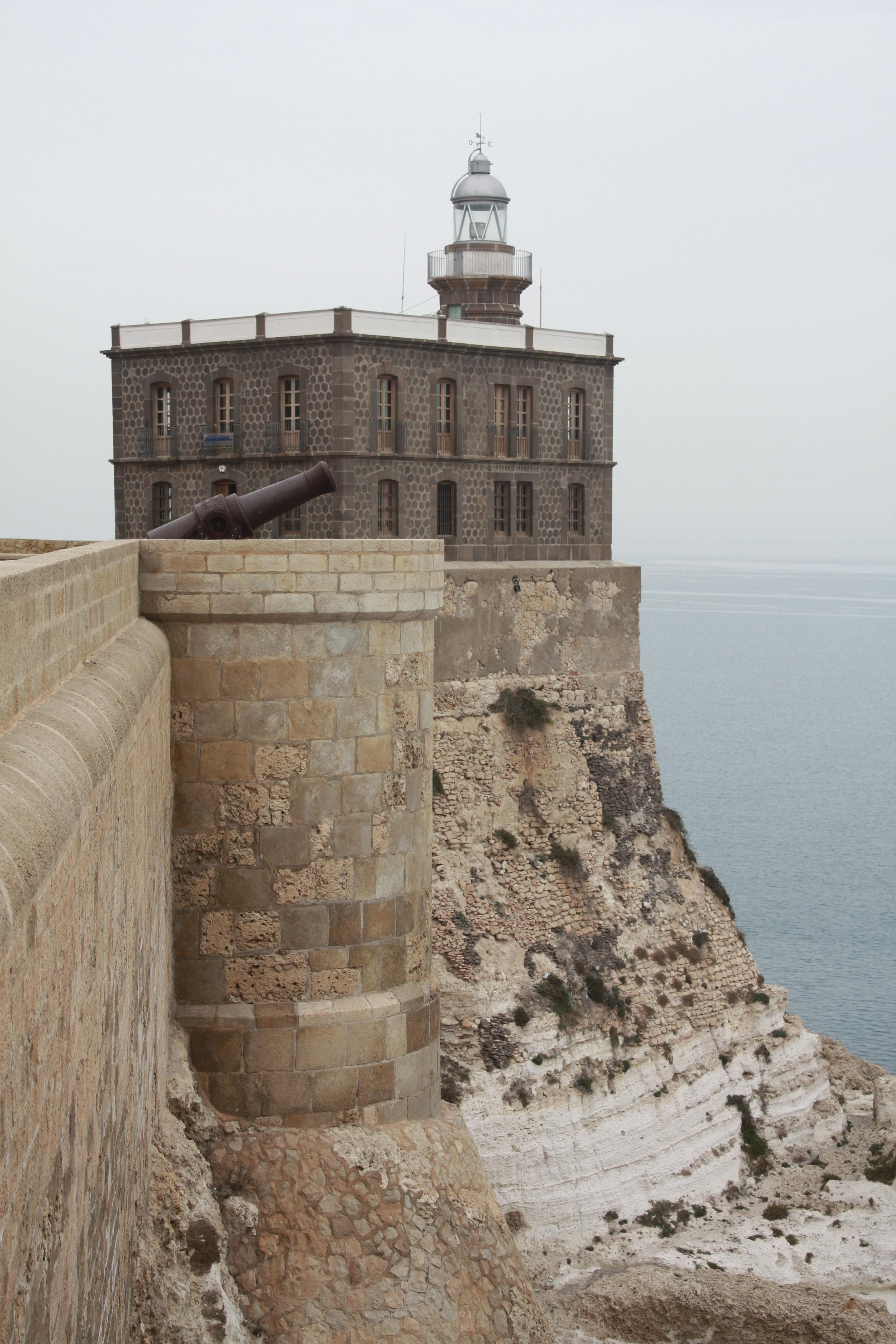
Melilla (farul)

1. 1 2  Wikidata P131 diagram for Spain.svg (în engleză)